# Cisaranten
Cisaranten is een bestuurslaag in het regentschap Cianjur van de provincie West-Java, Indonesië. Cisaranten telt 2943 inwoners (volkstelling 2010).